# Aleksander Jedynecki
Aleksander Jedynecki, ps. „Sasza” (ur. 1950) – polski perkusista popowy, rockowy i jazzowy.

## Kariera muzyczna
Wywodzi się z warszawskiego środowiska muzycznego. W pierwszych latach swej artystycznej działalności, był członkiem zespołów: Klub Pickwicka (1969), Portrety (1970–1971), Safari (1971) i zespół Stana Borysa (1971–1972; jako muzyk towarzyszący temu piosenkarzowi, wystąpił także w filmie Uciec jak najbliżej w reż. Andrzeja Zaorskiego).
W Klubie Pickwicka, Portretach i u Stana Borysa współpracował z instrumentalistami: Tomaszem Szachowskim i Tadeuszem Kłoczewiakiem. Poza tym z wokalistami, którymi byli: Daniel Kłosek (Klub Pickwicka, Portrety) i Tomasz Andrzejewski (Portrety) oraz z wokalistkami: Elizą Grochowiecką (Portrety) i Jolantą Marciniak (Portrety). Jako muzyk sesyjny nagrał debiutancki album grupy Andrzej i Eliza pt. Drzewo rodzinne (1972) i płytę Janusza Laskowskiego pt. Kolorowe jarmarki (1981). W późniejszych latach był perkusistą m.in. zespołu muzycznego w Teatrze Powszechnym w Warszawie i zespołu towarzyszącego Kalinie Jędrusik.

## Życie prywatne
W środowisku artystycznym, niegdyś znane były jego romanse, m.in. z Barbarą Trzetrzelewską z którą był w związku pod koniec lat 70. i Kaliną Jędrusik, którą poznał w grudniu 1978 roku, zaś w styczniu 1979 roku wprowadził się do jej mieszkania przy ul. Kochowskiego 8 na warszawskim Żoliborzu. Jego relacja z aktorką trwała do 1985, tj. do momentu, gdy zakochał się w młodszej od siebie Sylwii, która później została jego żoną i z którą ma syna Iwo Stanisława, akordeonistę (ur. 1991). Jednakże obydwoje utrzymywali ze sobą kontakt, aż do śmierci K. Jędrusik.

## Wybrana dyskografia
Z zespołem Klub Pickwicka:
- 1971: Daniel Kłosek i jego grupa (EP, Polskie Nagrania „Muza” – N 0647)

Z zespołem Portrety:
- 1970: Portret (EP, Polskie Nagrania „Muza” – N 0609)
- 1970: Posłuchaj biegnie ulicami (SP, Polskie Nagrania „Muza” – SP-349)
- 1971: O tobie, jesieni i innych rzeczach (SP, Polskie Nagrania „Muza” – SP-362)
- 1970–1971 – nagrania radiowe: Nie bój się nocy, Kiedy świece płoną (1970); Obraz twój, Dobra miłość, O tobie, jesieni i innych rzeczach (1971)

Z zespołem Stana Borysa:
- 1971: Muzyka do filmu Uciec jak najbliżej

Z zespołem Andrzej i Eliza:
- 1972: Drzewo rodzinne (LP, Polskie Nagrania „Muza” – XL 0836 / SXL 0836)

Z zespołem muzycznym pod kier. Zbigniewa Porzyńskiego:
- 1981: Janusz Laskowski – Kolorowe jarmarki (LP, Polskie Nagrania „Muza” – SX 1977)